# Амортизация
Амортизацията представлява процес на постепенно пренасяне на стойността на дълготрайните материални и нематериални активи амортизируеми активи в себестойността на готовия продукт, т.е. намаляване цената на определен актив поради износване или изхабяване. Терминът има латински произход и означава „умъртвяване“.
Амортизацията е постепенно изхабяване на предмети поради продължителна или интензивна употреба.
Амортизират се дълготрайните активи, вкл. нематериалните такива. Моралното изхабяване се дължи на развитието на технологиите, а физическото износване е свързано с елементите на машината, без които тя не може да работи. Амортизация не се начислява на земи, гори, паметници на културата, напълно амортизирани активи и такива, които са в процес на придобиване. Тук има малко изключение: при новострояща се сграда, ако част от нея може да се използва пълноценно, амортизации ще се начисляват само за тази част.
Пример: При строене на висока офис сграда на първите етажи могат да работят ресторанти, магазини, киносалон, докато строенето и довършителните работи продължават по високите етажи. В такъв случай собственикът на сградата може да начислява амортизация на използваемата част от недвижимия си имот.
Във финансите – постепенно погасяване чрез изплащане на капитал, заем, дълг.

## Методи
Методите за амортизация представляват начина, по който се определя размерът на амортизацията през отделните отчетни периоди в рамките на срока на годност на амортизируемия актив. Те условно са разделени на линейни и нелинейни.
- При линейния метод амортизацията се разпределя пропорционално през периода на предполагаемия срок на годност на актив. Ако имаме дълготраен актив с отчетна стойност 1200 лева и предприятието е определило срок на използване на актива 10 години, това означава че всяка година амортизационната квота на този актив ще е 120 лева.

- При нелинейните методи размерът на амортизацията е различен в рамките на периода. Те могат да бъдат:
  - намаляващи нелинейни методи на амортизация, при които във всеки следващ период в рамките на предполагаемия срок на годност на амортизируемите активи размерът на амортизацията е по-малък от предходния период. Тези методи се прилагат тогава, когато фирмата е определила, че ползата от активите е предимно в началото на срока им на годност и впоследствие намалява. Такива методи са:
    - метод на намаляващия се остатък
    - метод на равномерното намаляване
    - метод на намаляващата се сума на числата
    - метод на неравномерното намаляване

  - увеличаващи нелинейни методи на амортизация, при които във всеки следващ период размерът на амортизацията е по-голям от предходния период. Тези методи се прилагат тогава, когато предприятието е определило, че ползата от активите е предимно в края на срока им на годност, а не в началото. Такива методи са:
    - метод на равномерното увеличаване;
    - метод на увеличаващата се сума на числата;
    - метод на неравномерното увеличаване.

## Термини
- Амортизируема стойност е стойността на актива, която подлежи на амортизация през предполагаемия му срок на годност. Тази стойност представлява разликата между отчетната му стойност и неговата остатъчна стойност.
- Амортизационна квота е частта от амортизируемата стойност, която се разпределя между отделните отчетни периоди. Равна е на аморизируемата стойност x аморт.норма
- Амортизационна норма се изчислява като 100 се раздели на срока на ползване.

- Балансова стойност е стойността на актива, с която той се вписва в баланса.
- Остатъчна стойност е стойността на актива след изтичане на периода на полезно действие.

Амортизацията се отнася като разход за текущия отчетен период на фирмата. На временно извадени от употреба активи, амортизация не се начислява.

## В други страни
В англоговорещите страни се използват два термина за амортизация: depreciation се използва за амортизация на дълготрайни материални активи (ДМА) и amortization се използва за амортизация на дълготрайни нематериални активи (ДНА).

## Законодателството в България
Основният нормативен акт, с който се определят данъчните амортизационни норми, е Законът за корпоративното подоходно облагане.